# Louis-Marie Grignion de Montfort
Louis-Marie Grignion de Montfort, (Montfort-sur-Meu, Bretanya, 13 de gener de 1673- Saint-Laurent-sur-Sèvre, País del Loira, 28 d'abril de 1716) fou un prevere i teòleg francès, fundador de les congregacions de les Filles de la Saviesa, la Companyia de Maria Monfortana i els Gabrielistes. És venerat com a sant per l'Església Catòlica Romana.
Va ser ordenat sacerdot l'any 1700

## Biografia
Va néixer el 1673 a Montfort-la-Cane, avui Montfort-sur-Meu, prop de Rennes (Bretanya). Els seus pares, l'advocat Jean-Baptiste Grignion, i Jeanne Robert, el van batejar amb el nom de Lluís, però ell, en rebre el sagrament de la confirmació, va afegir-hi el nom de Maria, mogut per la seva devoció a la Mare de Déu.
Va estudiar al col·legi dels jesuïtes. Ordenat prevere, el seu desig era consagrar-se a l'evangelització dels infidels en terres de missió, però el seu superior immediat --pel fet d'haver estudiat al Seminari de Sant Sulpici de París, depenia del seu superior, ja que formava part d'aquesta germandat eclesial— el va enviar a Nantes, on el jansenistes havien expulsat del seminari major els sacerdots de Sant Sulpici. Va ser una època de sofriment i prova, fins al punt que hagué de fugir de la ciutat i retornar a París, on va haver de viure de la caritat de les Benedictines del Santíssim Sagrament, en un petit recinte sota unes escales.
A causa de les dificultats que se li presentaven a França per fer de missioner, tot i que no va parar d'organitzar missions populars, va pensar de nou a anar a les missions, i per tal d'aconseguir-ne l'autorització anà a Roma a visitar el papa Climent XI, però aquest li va pregar que es quedés a França per a lluitar conta el jansenisme. Per autoritzar-ne les missions i que ningú no el molestés li va concedir el títol de missioner apostòlic per a França en 1705.
El 1703 va fundar amb Marie-Louise Trichet la congregació femenina de les Filles de la Saviesa, de tipus hospitalari i educatiu. En 1705 va fundar la Companyia de Maria, per reunir els preveres i catequistes que treballaven en l'evangelització missionera. Després de la mort del fundador, la Companyia va donar lloc a una congregació religiosa de missioners rurals, els Pares Montfortians, i la de les Germans de l'Esperit Sant, dedicades a la instrucció cristiana.
Va dedicar la resta de la seva vida a combatre els jansenistes, predicant i escrivint, a més de fundar comunitats. Entre les seves obres van destacar: El secret de Maria i Traité de la vraie dévotion à la Vierge (L'autèntica devoció a la Mare de Déu), llibres de gran difusió en la seva època i convertits en clàssics de l'espiritualitat. A més, les seves missions populars eren molt riques en càntics, i es coneixen uns 24.000 versos compostos per ell, que en certa manera abracen tot el ventall de les predicacions populars.
Va morir a Saint-Laurent-sur-Sèvre (Vendée).
El papa Lleó XIII el va beatificar el 22 de gener de 1888, i el 20 de juliol de 1947 el papa Pius XII el va canonitzar.